# Chinsali
Chinsali is een stad in Zambia en de hoofdstad van de provincie Muchinga.
De stad ligt op 30 km van de rivier Chambeshi, op 80 km van de stad Isoka en op 180 km van de stad Mpika. Er wonen voornamelijk Bisa.

## Geboren
- Kenneth Kaunda (1924-2021), president van Zambia (1964-1991)